# Kirche Törpin

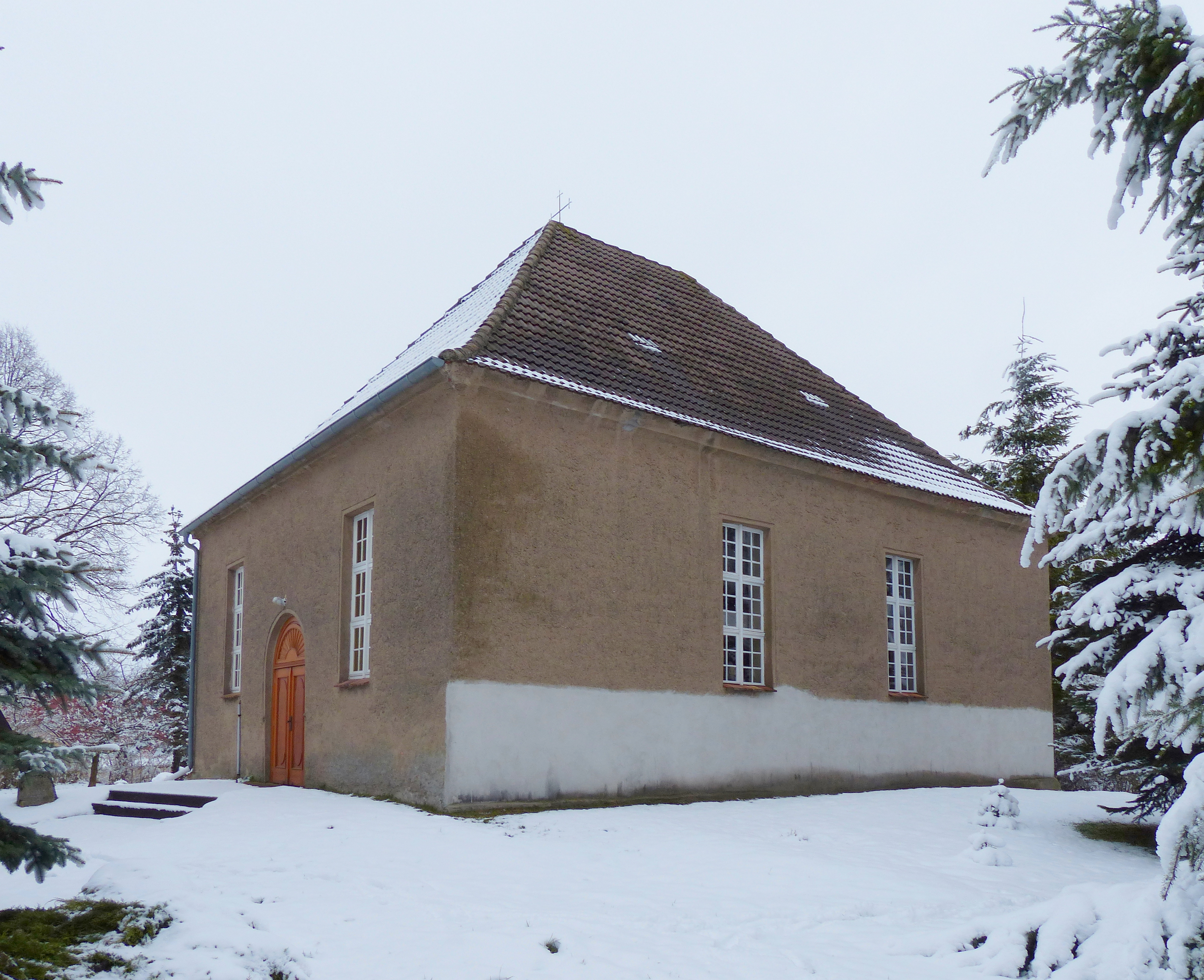
Kirche Törpin, Ansicht von Südwesten

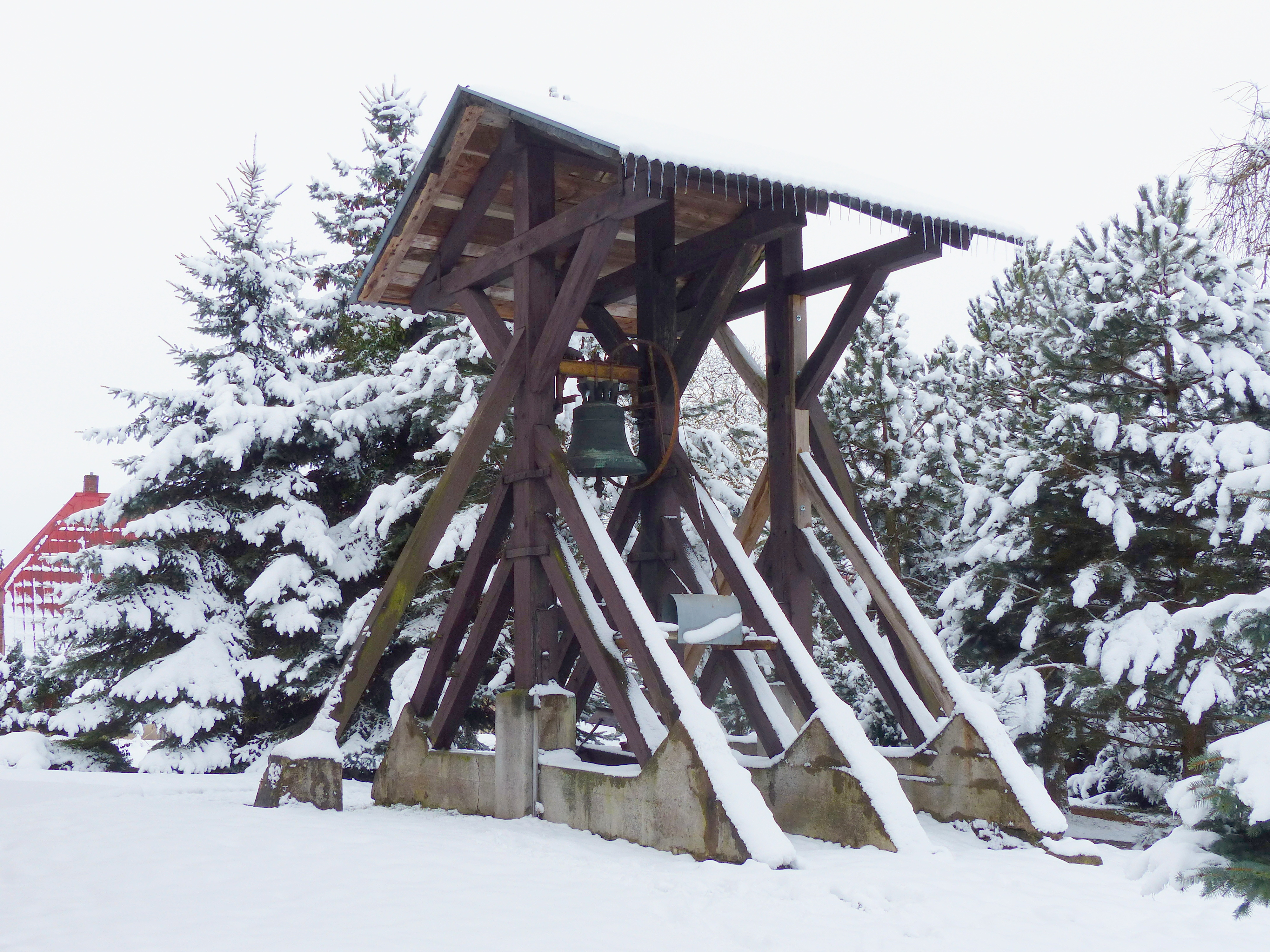
Glockenstuhl auf dem Kirchhof

Die Kirche Törpin ist ein Kirchengebäude im Ortsteil Törpin der Gemeinde Sarow im Landkreis Mecklenburgische Seenplatte in Mecklenburg-Vorpommern. Sie gehört zur Kirchengemeinde Hohenbollentin-Lindenberg der Propstei Demmin im Kirchenkreis Pommern der Evangelisch-Lutherischen Kirche in Norddeutschland.
Die Kirche liegt auf einem Hügel mit nicht mehr genutztem Kirchhof. Sie wurde 1404 erstmals urkundlich erwähnt. Zu dieser Zeit besaß sie noch einen Turm. Törpin gehörte zur Pfarrei Lindenberg. Nach der Einführung der Reformation im Herzogtum Pommern war die Kirche Filiale von Lindenberg. Der rechteckige Fachwerkbau wurde 1660 neu, aber ohne Turm errichtet und später verputzt. 1967 wurde die Kirche grundlegend renoviert, 2014 wurde das Dach neu gedeckt.
Der Kanzelaltar wurde in der zweiten Hälfte des 18. Jahrhunderts gebaut. Die Emporen und die ehemalige Patronatsloge stammen aus der Zeit um 1800.
Die Orgel wurde 1863 in der Werkstatt von Barnim Grüneberg in Stettin gebaut.
Das Geläut befindet sich in einem frei stehenden Glockenstuhl auf dem Kirchhof. Die Glocke wurde 1908 von der Firma Voß in Stettin gegossen. Die Namen der Stifter „Pastor Will, Küster Abendrock, Rohrdanz, Liermann“ stehen auf der Glocke. Sie ersetzte eine kleinere und ältere, während des Läutens beschädigte Glocke. Eine zweite Glocke musste während des Zweiten Weltkriegs als kriegswichtiges Material für die Rüstungsindustrie abgegeben werden.